# Flåren
Flåren är en sjö i Ljungby kommun och Värnamo kommun i Småland och ingår i Lagans huvudavrinningsområde. Sjön är 15,4 meter djup, har en yta på 35,3 kvadratkilometer och befinner sig 150 meter över havet. Sjön avvattnas av vattendraget Toftaån som avrinner till Vidöstern och Lagan. Vid provfiske har en stor mängd fiskarter fångats, bland annat abborre, braxen, gers och gädda.
Ytterligare ett avlopp finns vid Ohs genom Ohsån. Flåren sänktes på 1890-talet genom att en här befintlig såg med damm revs. Flåren regleras genom vattendomar från 1923 och 1961. En vattenkraftsdamm med ett 2,6 meter högt magasin uppfördes 1925 vilken reglerar vattenståndet i Flåren och den öster därom liggande Furen.
Flåren har brukats för flottning. Barrskogsvirke skickades söderut för vidarebefordran till Strömsnäsbruk och lövträdsvirke norrut för att gå till Klyk- och Robinfabrikerna i Bor. Timret varpades ursprungligen över sjön men i början av 1900-talet införskaffades en bogserångbåt som tidigare gått i trafik på Vidöstern. På 1920-talet ersattes den av en båt med bensinmotor.

## Delavrinningsområde
Flåren ingår i delavrinningsområde (631568-139387) som SMHI kallar för Utloppet av Flåren. Medelhöjden är 158 meter över havet och ytan är 101,53 kvadratkilometer. Räknas de 86 avrinningsområdena uppströms in blir den ackumulerade arean 1 419,41 kvadratkilometer. Skålån (Storån) som avvattnar avrinningsområdet har biflödesordning 2, vilket innebär att vattnet flödar genom totalt 2 vattendrag innan det når havet efter 128 kilometer. Avrinningsområdet består mestadels av skog (49 procent). Avrinningsområdet har 35,34 kvadratkilometer vattenytor vilket ger det en sjöprocent på 34,8 procent.

## Fisk
Vid provfiske har följande fisk fångats i sjön:
- Abborre
- Braxen
- Gärs
- Gädda
- Gös
- Löja
- Mört
- Sarv
- Siklöja
- Sutare